# Mount Queensland
Mount Queensland ist ein markanter und 1910 m hoher Berg im ostantarktischen Viktorialand. In der Deep Freeze Range ragt er 11 km nördlich des Mount Dickason auf.
Teilnehmer der britischen Discovery-Expedition (1901–1904) entdeckten ihn und benannten den Berg nach Queensland zum Dank für die Hilfe, welche die Regierung dieses australischen Bundesstaats der Forschungsreise zukommen ließ.